# Dadadahalli, Channarayapatna
Dadadahalli là một làng thuộc tehsil Channarayapatna, huyện Hassan, bang Karnataka, Ấn Độ.